# 承诺 (凯文·哈里斯和山姆·史密斯歌曲)
〈承诺〉是苏格兰音乐制作人凱文·哈里斯和英国创作歌手山姆·史密斯的歌曲。两位艺人携手加拿大歌手兼词曲作者杰西·雷耶兹共同完成了本歌曲的创作，歌曲中的和声也是由杰西·雷耶兹演唱。本歌曲完全由卡尔文一人制作完成。哥伦比亚唱片和索尼音乐于2018年8月17日发行本歌曲。本歌曲花费了两周于2018年9月7日冲到了英国单曲榜榜首。这是卡尔文的第十首和山姆的第七首英国榜单冠军歌曲。

## 发行
2018年8月13日，两位艺人同时在推特上公布了这首歌曲。卡尔文写道：“Very excited about this one”山姆又补充：“Surprise! I'm so excited for you all to hear this song。”其中还附上了一张本单曲的封面。继山姆在2012年和2015年客演了解密兄弟的单曲《Latch》和《Omen》之后，这首歌是他第三次尝试进军电子舞曲风格。8月15日，山姆在单曲发行前po了一张宣传照片在推特上，当中是他和卡尔文在屋顶上分着一瓶葡萄酒和一块披萨吃喝着且洋溢着微笑。本单曲是与歌词视频一并发行。

## 创作
《Promises》是以D♯调、123BPM和
拍谱写的一首浩室歌曲。歌曲中的和弦以Bmaj7–D♯m7–C♯sus2进行，并且山姆歌声的延伸范围是在C♯4和A♯5之间。

## 点评
好莱坞生活的布朗地·罗比多将这首歌称为“在天堂制作的音乐毒品”，并写道山姆那“舒滑的歌声”制造出“深情的气氛”，同时也保留了“卡尔文的经典重击节奏”。

## 曲目列表
- 电子下载[21]

1. Promises (with Sam Smith) - 3:33

- 十二英寸唱片[22]

1. Side A - Promises (with Sam Smith) - 3:33
2. Side B - Promises (with Sam Smith) [Extended Mix] - 8:27

## 名单
资料来自Tidal。
- 凱文·哈里斯 – 制作，混音工程，录制工程
- 山姆·史密斯 – 人声
- 杰西·雷耶兹（英语：Jessie Reyez） – 人声
- 迈克·马什 – 母带工程

## 榜单
| 榜单（2018年）                               | 最高 排名 |
| -------------------------------------------- | --------- |
| 阿根廷盎格鲁（Monitor Latino）               | 12        |
| 澳大利亚（ARIA）                             | 4         |
| 奥地利（Ö3四十强单曲榜）                     | 17        |
| 比利时佛兰德（Ultratop五十强单曲榜）         | 4         |
| 比利时瓦隆（Ultratop五十强单曲榜）           | 18        |
| 加拿大（Canadian Hot 100）                   | 32        |
| 克罗地亚（HRT）                              | 9         |
| 捷克（百強數位單曲榜）                       | 9         |
| 丹麦（Tracklisten）                          | 4         |
| 芬兰（芬蘭官方單曲榜）                       | 10        |
| 5                                            |           |
| 匈牙利（四十強單曲榜）                       | 7         |
| 匈牙利（四十強串流榜）                       | 10        |
| 爱尔兰（IRMA）                               | 1         |
| 意大利（FIMI）                               | 34        |
| 日本（Japan Hot 100）                        | 82        |
| 拉脱维亚（拉脱维亚四十强）                   | 4         |
| 黎巴嫩（黎巴嫩官方二十强榜）                 | 12        |
| 荷兰（荷蘭四十強單曲榜）                     | 3         |
| 荷兰（百强单曲榜）                           | 6         |
| 新西兰（新西兰唱片音乐协会）                 | 12        |
| 挪威（世界之路榜单）                         | 5         |
| 波蘭（波蘭百大電台榜）                       | 15        |
| 葡萄牙（葡萄牙唱片業協會单曲榜）             | 35        |
| 罗马尼亚（Airplay 100）                      | 81        |
| 蘇格蘭（官方榜单公司單曲榜）                 | 1         |
| 斯洛伐克（百強數位單曲榜）                   | 7         |
| 斯洛文尼亚（SloTop50）                       | 17        |
| 西班牙（PROMUSICAE）                         | 80        |
| 瑞典（瑞典最熱榜）                           | 3         |
| 瑞士（瑞士热门音乐榜）                       | 4         |
| 英國（官方榜单公司單曲榜）                   | 1         |
| 英國（官方榜单公司舞曲榜）                   | 1         |
| 美国（《告示牌》百大單曲榜）                 | 65        |
| 美國（《告示牌》Dance Club Songs）           | 19        |
| 美國（《告示牌》Hot Dance/Electronic Songs） | 8         |
| 美國（《告示牌》Pop Airplay）                | 30        |

## 认证
| 地區                                   | 认证 | 认证单位/销量 |
| -------------------------------------- | ---- | ------------- |
| 英国（英国唱片业协会）                 | 银   | 200,000‡      |
| ^僅含認證的出貨量 ‡僅含認證的+實際銷量 |      |               |

## 发行历史
| 地区 | 日期           | 形式          | 厂牌          | 参文          |
| ---- | -------------- | ------------- | ------------- | ------------- |
| 多个 | 2018年8月17日  | 电子下载 串流 | 哥伦比亚 索尼 | [ 23 ] [ 61 ] |
| 美国 | 2018年8月21日  | 当代流行电台  | 哥伦比亚      | [ 62 ]        |
| 多个 | 2018年10月12日 | 十二英寸唱片  | 哥伦比亚·索尼 | [ 22 ]        |